# Berg Zion
Der Berg Zion oder Zionsberg (hebräisch הַר צִיּוֹן Har Zijjōn; arabisch جبل صهيون, DMG Ǧabal Ṣihyūn; englisch Mount Zion) ist der Südwesthügel Jerusalems im Judäischen Bergland und liegt außerhalb der Altstadtmauer.

## Name
Der Name bezieht sich auf den Zion, der ursprünglich eine Turmburg der Jebusiter, dann die Stadt Davids, der diese Burg um 1000 v. Chr. eroberte, seit der Zeit Salomos den Tempelberg und von da aus die ganze Tempelstadt Jerusalem bezeichnete. Die römische Zerstörung Jerusalems im Jüdischen Krieg (70 n. Chr.) stellt eine Zäsur in der Stadtgeschichte dar, in deren Folge die Bezeichnung Zionsberg auf die südliche Kuppe des Südwesthügels wanderte, die vorher nicht so hieß. Seit im 4. Jahrhundert die Hagia-Sion-Kirche auf diesem Hügel erbaut wurde, verband sich die Bezeichnung Zion so fest mit dem Südwesthügel, dass erst die historische Forschung des 19. Jahrhunderts in Erinnerung brachte, dass die Keimzelle der Stadt nicht hier, sondern auf dem Südosthügel (Davidsstadt) lag. Die Bezeichnung Zion für den Südwesthügel begegnet erstmals beim Pilger von Bordeaux.

## Geschichte des Südwesthügels
In hellenistischer und frührömischer Zeit war der Südwesthügel durch die „Erste Mauer“ in das Stadtgebiet einbezogen. Innerhalb der Wohnbebauung hoben sich damals Villen der Oberschicht heraus; es gab mehrere jüdische Ritualbäder (Mikwen). Bargil Pixner und Rainer Riesner schlugen die Rekonstruktion eines Essenerviertels auf dem Südwesthügel vor, „indem sie mit großer historischer Phantasie archäologische Sachverhalte (Mauern, Essenertor, rituelle Bäder) und literarische Quellen (Neues Testament, frühjüd. Texte, Qumrantexte, frühchristl. Apokryphen, Kirchenväter) zu einem … sehr hypothetischen Gesamtbild verbanden,“ so Max Küchler. Die Bebauung des Südwesthügels wurde ebenso wie der Rest der Stadt bei der römischen Einnahme 70 n. Chr. zerstört.
Im 4. Jahrhundert erwähnten christliche Autoren eine „übriggebliebene“ Synagoge auf dem Zion (Pilger von Bordeaux) sowie eine „kleine Kirche Gottes“, die in der Tradition des Obergemachs (altgriechisch ὑπεριῶν hyperiỗn) stand, wo sich die Jünger nach Christi Himmelfahrt versammelten (Apg 1,13 ). Das Letzte Abendmahl Jesu mit den Jüngern fand nach Mk 14,15  ebenfalls in einem Obergemach (altgriechisch ἀνάγαιον anágaion) statt; es lag daher nahe, beide Obergemächer zu identifizieren. Als dann die Hagia-Sion-Basilika erbaut wurde, zog sie diese und weitere Traditionen an sich: die zahlreichen Jerusalempilger der byzantinischen Zeit verehrten hier auch den Ort der Steinigung des Stephanus und den Bischofsthron des Herrnbruders Jakobus. Im 7. Jahrhundert kam die Tradition vom Entschlafen Mariens hinzu. Außerdem wurden Orte der Passionsgeschichte auf dem Zion lokalisiert: die Paläste von Hannas, Kajafas und Herodes Antipas.
Für rund 100 Jahre gab es während der Kreuzfahrerherrschaft eine Umprägung der christlichen Pilgertraditionen auf dem Zionsberg. Denn die Orte der Passionsgeschichte wurden nun, jedenfalls für die westkirchliche Christenheit, von hier weg nach Norden verlegt. Dafür kam die Tradition des Davidsgrabs und des darüber errichteten Abendmahlssaals neu hinzu. Die Kathedrale Sancta Maria in Monte Sion mit Chorherrenstift dominierte den Hügel architektonisch. Schon in byzantinischer Zeit wurden in der Jerusalemer Liturgie König David und der Herrenbruder Jakobus am Weihnachtstag auf dem Zionsberg kommemoriert. Das bedeutete nicht, dass man zu jener Zeit geglaubt hätte, David sei hier begraben; vielmehr sollte die Bedeutung der Hagia Maria Sion als Mutter aller Kirchen unterstrichen werden. Vermutlich, so Ora Limor, gab es in der Hagia Sion eine byzantinische Davidskapelle, die die Kreuzfahrer vorfanden. Das liturgische Gedenken führte dann zum Bau eines Gedenkorts (Davidsgrab).
Ab dem 13. Jahrhundert übernahm der Islam auf dem Zionsberg den Ort der Verehrung Davids; nur ausnahmsweise erhielten Juden und Christen in mamlukischer und osmanischer Zeit Zugang zum Davidsgrab bzw. zum Abendmahlssaal.
Im frühen 20. Jahrhundert erhielt der Südwesthügel durch Grundstückskäufe verschiedener europäischer Organisationen wieder eine stark christliche Prägung: architektonisch hebt sich die römisch-katholische Dormitio-Kirche mit Benediktinerkloster heraus (am 31. Oktober 1898 von Kaiser Wilhelm II. für den Deutschen Verein vom Heiligen Lande erworben). Am Hang belebte der Orden der Assumptionisten die Passionstraditionen des Zionsbergs neu. Das Bild wird ergänzt durch das griechisch-orthodoxe Hagias-Trias-Kloster mit Garten und die anglikanische Bishop-Gobat-School sowie das 1936 erbaute kleine Franziskanerkloster. Verschiedene christliche Konfessionen legten auf dem Berg Friedhöfe an.
1948 eroberten israelische Truppen im Palästinakrieg den Zionsberg. Zu einer Zeit, in der die Altstadt mit der Klagemauer und dem Jüdischen Viertel unter jordanischer Kontrolle standen und für Israelis unzugänglich waren, wurde das Davidsgrab als jüdischer heiliger Ort aufgewertet. Jacob Pinkerfeld erkannte in einem Teil des Innenraums der byzantinischen Basilika sowie der Kreuzfahrerkirche Hagia Sion eine antike Synagoge.

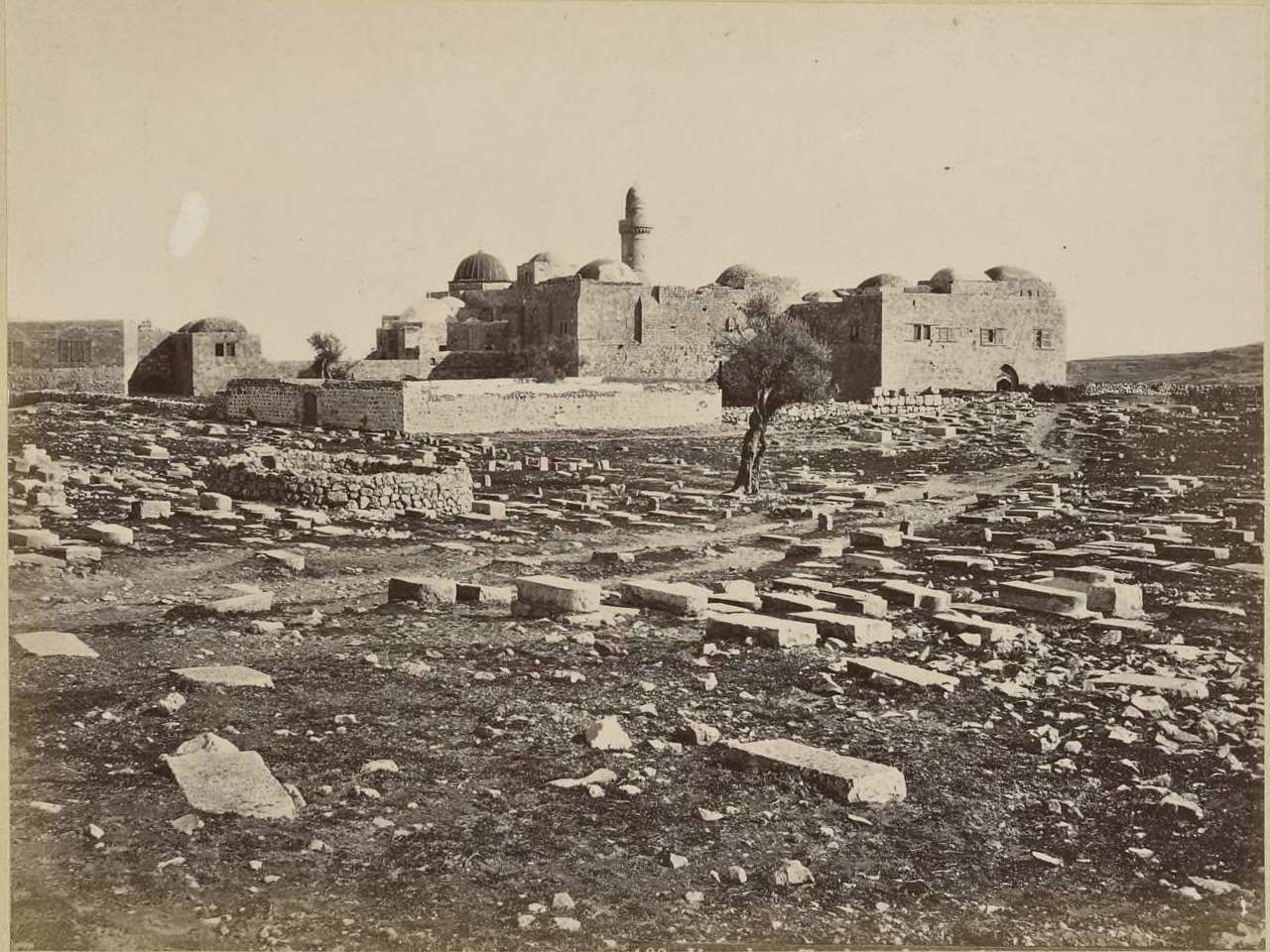
Davids-Moschee (1878)
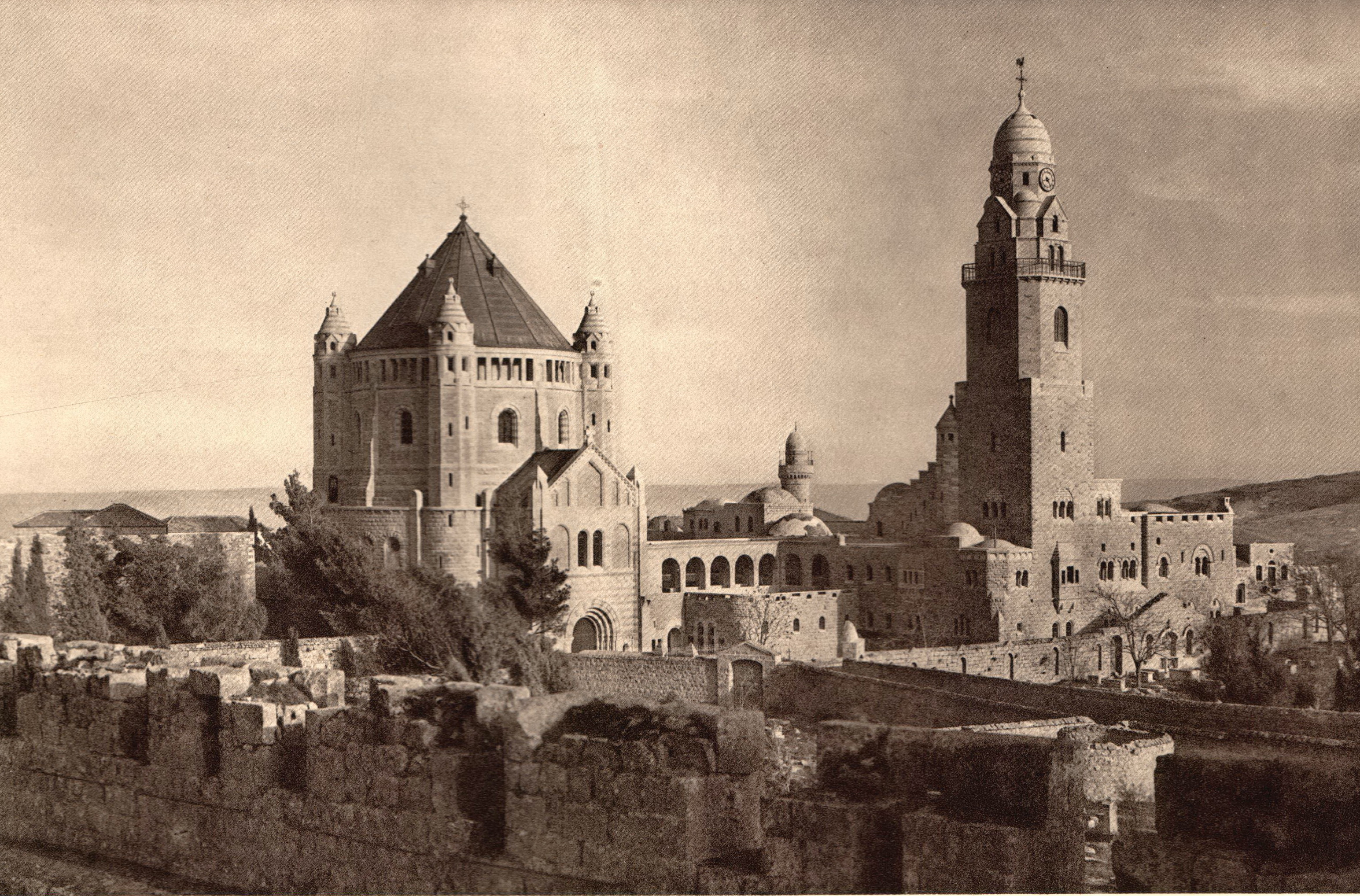
Dormitio (1920er Jahre)
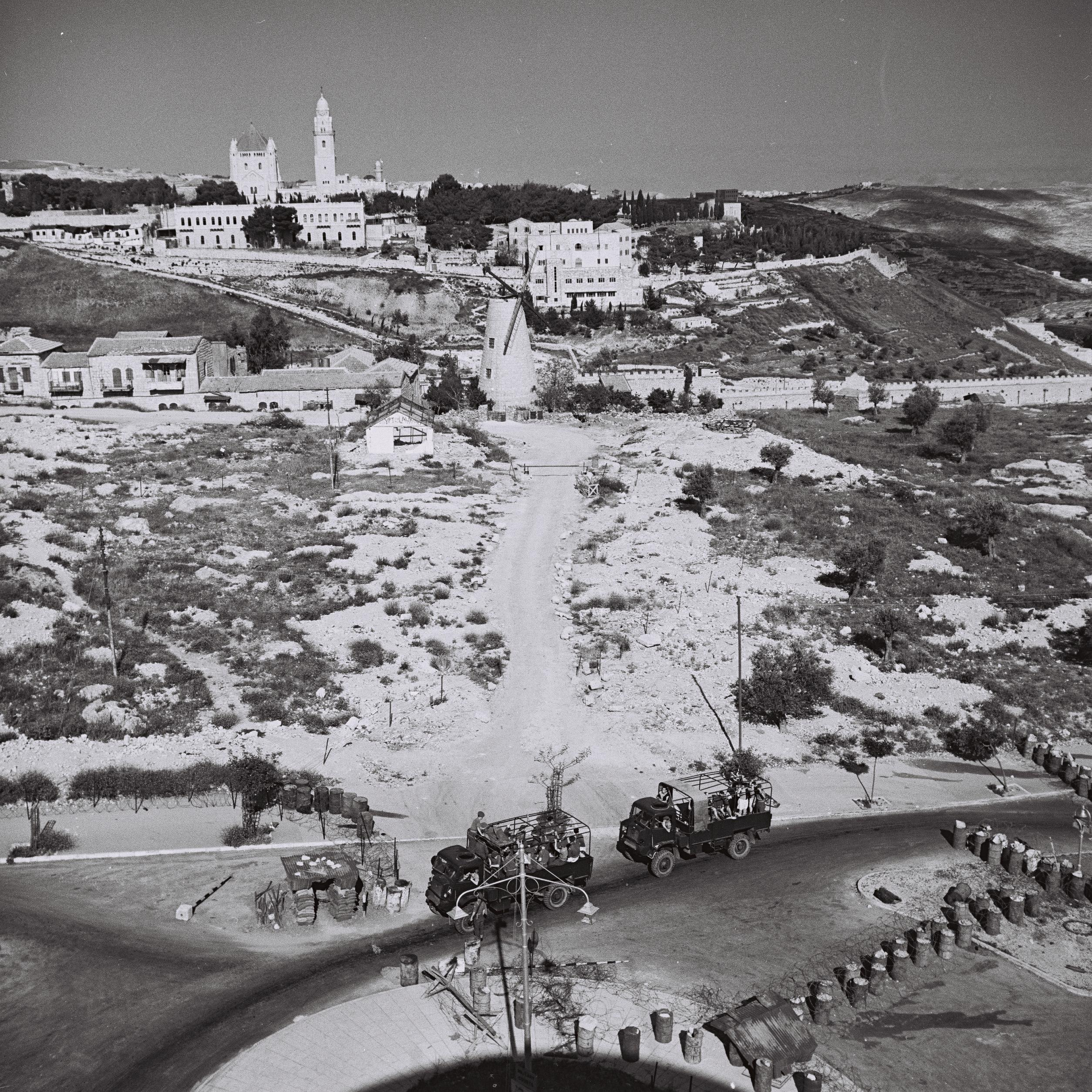
Niemandsland (1948)
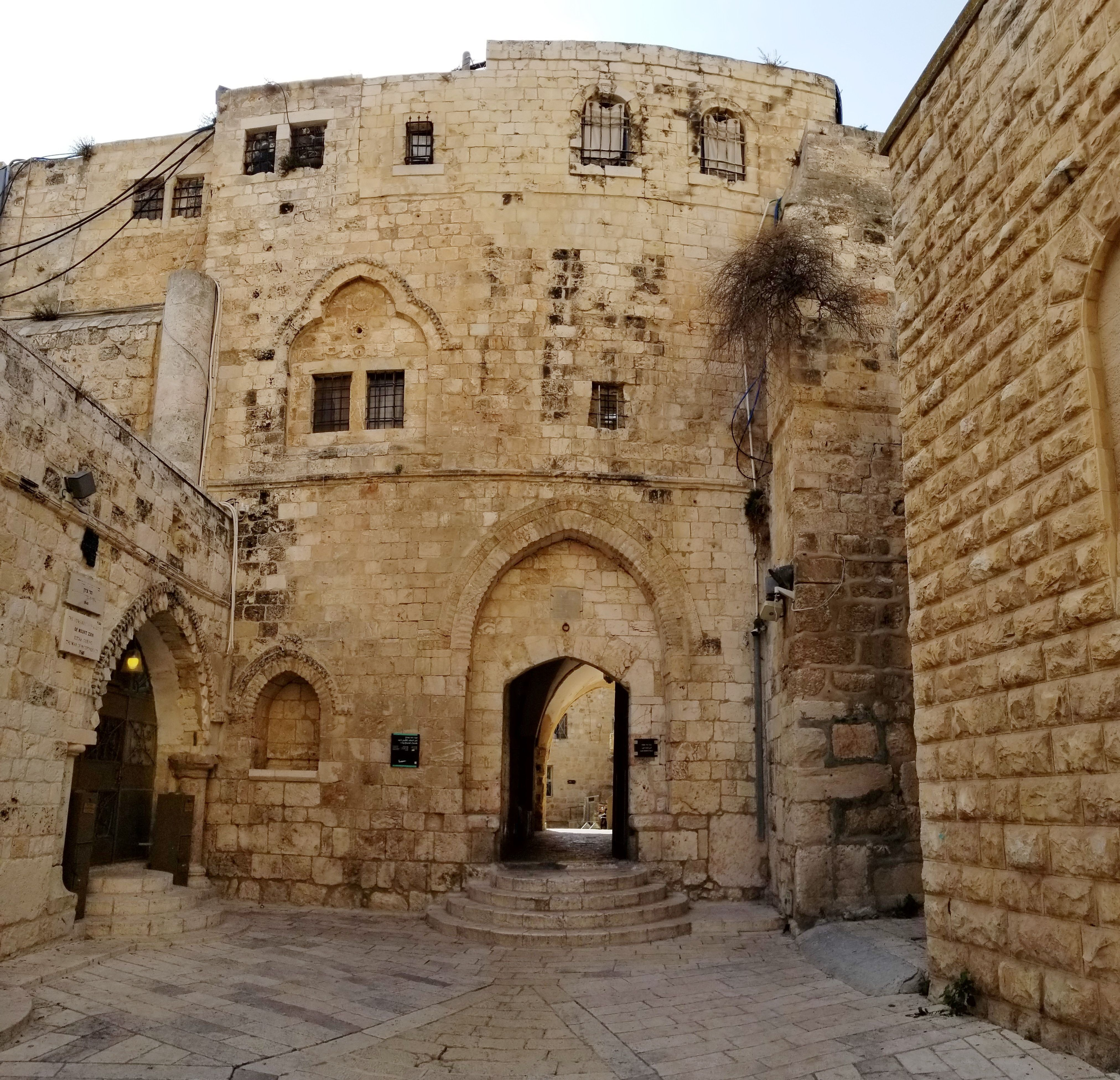
Davidsgrab (2020)
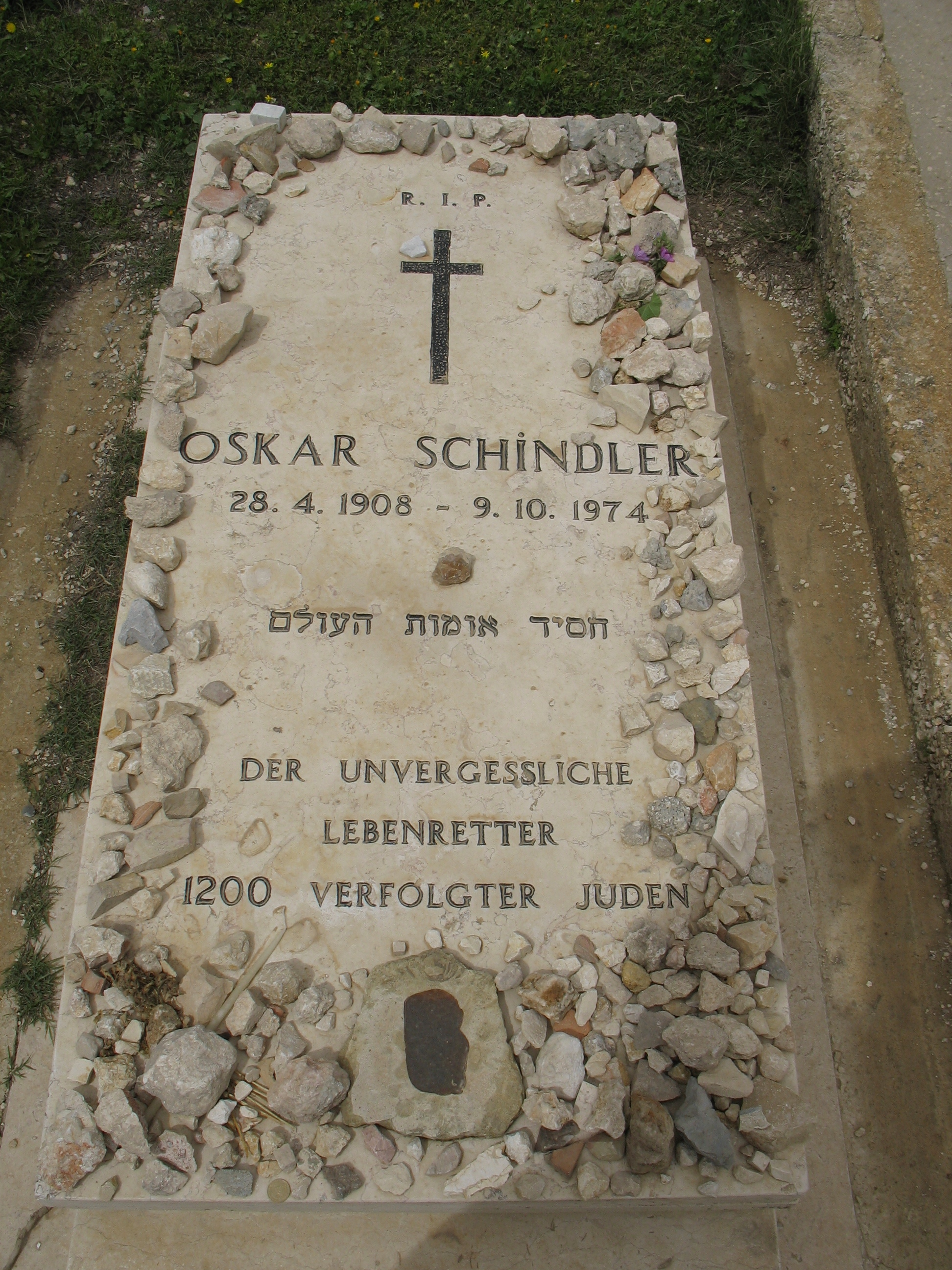
Grab von Oskar Schindler

## Sehenswürdigkeiten
Der Berg Zion umfasst die Dormitio-Abtei, das Davidsgrab, den katholischen Friedhof mit dem Grab von Oskar Schindler, das Essener-Tor, den protestantischen Zionsfriedhof und weitere historische Stätten.